# Сертифікація
Сертифікація — підтвердження відповідності третьою стороною, яке стосується продукції, процесів, послуг, систем або персоналу.

## Основні положення
Основні положення щодо сертифікації визначено Міжнародною організацією зі стандартизації ІСО (англ. ISO) в Постанові «Управління системою знаків відповідності стандарту і їх значення для споживачів» (13-1977), «Кодексі принципів по системах сертифікації третьої сторони і відповідних стандартів» (16-1978), а також у рекомендаціях по сертифікації, підготовлених ІСО разом з багатьма міжнародними торговельними організаціями й опублікованими в 1980 році.

## Сертифікація в Україні
Відповідно до Закону в Україні встановлено два види сертифікації:
- добровільна сертифікація продукції, процесів, послуг, систем або персоналу;
- обов'язкова оцінка відповідності продукції вимогам технічних регламентів (при використанні модулів оцінки відповідності[3], які передбачають залучення органів з сертифікації).

### Обов'язкова сертифікація
Обов'язкова сертифікація в Україні (не плутати з обов'язковою оцінкою вимогам технічних регламентів) — це окремі встановлені процедури підтвердження відповідності встановленим вимогам. «обов'язкова сертифікація» вживають в тому випадку, коли для реалізації даного виду продукції чи здійснення певного виду діяльності необхідний сертифікат відповідності чи проведення випробувань, або документи про відповідність потрібні для отримання дозволу/ліцензії. 
Обов'язковій сертифікації в Україні підлягає наступна продукція, характеристики та процеси виробництв:
- електроніка, радіоелектронні пристрої, випромінювальні пристрої, радіоустаткування, засоби і пристрої прийому і передачі даних, засоби зв'язку, радіотехнічна і радіоелектронна продукція і багато іншого, тобто всі пристрої, до складу яких входить, як мінімум модулі GSM, UMTS, LTE, CDMA, TETRA, DECT, WiFi, ZigBee, Bluetooth, WiMAX, NFC та RFID або M-Bus, M-GSM[4] (обовязкова оцінка відповідності, не обовязкова сертифікація)[5];
- транспортні засоби, їх частини та обладнання[6];
- технічні засоби реабілітації[7];
- насіння та/або садивний матеріал[8];
- гральне обладнання[9];
- енергетична ефективність будівель[10];
- виробництво спирту етилового, коньячного і плодового, алкогольних напоїв та тютюнових виробів[11];
- підприємства, які здійснюють оптову реалізацію (дистрибуцію) лікарських засобів[12].

Сертифікація в Україні здійснюється відповідно до Закону України про "Технічні регламенти та оцінку відповідності"

### Уповноважені органи
Органом, уповноваженим з питань технічного регулювання та споживчої політики є Міністерство економіки України. 
Державне підприємство «Український науково-дослідний і навчальний центр проблем стандартизації, сертифікації та якості» (ДП «УкрНДНЦ») — є національним органом України з стандартизації, що покликаний, між іншим, приймати національні стандарти, які визначають діяльність у сфері сертифікації. 
Сертифікація в Україні безпосередньо проводиться органами з оцінки відповідності (ООВ), які також називають органами з сертифікації (ОС).
Основні вимоги до органів з сертифікації встановлені в наступних національних стандартах:
- ДСТУ EN ISO/IEC 17065:2019 "Оцінка відповідності. Вимоги до органів з сертифікації продукції, процесів та послуг"[13];
- ДСТУ EN ISO/IEC 17021-1:2017 "Оцінка відповідності. Вимоги до органів, які здійснюють аудит і сертифікацію систем управління. Частина 1. Вимоги".

Одним із способів підтвердження відповідності органів з оцінки відповідності вимогам застосовних стандартів є акредитація.
Акредитацію органів оцінки відповідності здійснює Національне Агентство з Акредитації України (НААУ).